# Opharus laudia
Opharus laudia là một loài bướm đêm thuộc phân họ Arctiinae, họ Erebidae.